# Katarzyna Klepacz
Katarzyna Klepacz (ur. 19 sierpnia 1977 w Starachowicach) – polska strzelczyni, mistrzyni Europy.
Była reprezentantką Legii Warszawa, w jej barwach zdobywała medale mistrzostw Polski (na trzecim stopniu podium stawała jeszcze w 2019 i 2021 roku). Została trenerką w Legii Warszawa, uzyskała też uprawnienia sędziny klasy państwowej.
Klepacz raz stanęła na podium juniorskich mistrzostw Europy. W 1996 roku zdobyła srebrny medal w pistolecie pneumatycznym z 10 metrów drużynowo (wraz z Michaliną Falińską i Agnieszką Przyjemską), uzyskując 365 punktów. Kolejne trofea zdobywała jako seniorka. W 1998 stanęła na trzecim stopniu podium w tej samej konkurencji (wraz z Mirosławą Sagun i Julitą Macur). Na mistrzostwach kontynentu w 2000 roku została brązową medalistką indywidualnie, zdobywając 380 punktów i 101,5 punktów w finale, oraz złotą drużynowo (wraz z Sagun i Macur). Na Mistrzostwach Świata w Kairze w 2022 roku, wraz z Szymonem Wojtyną zdobyła brązowy medal w konkurencji par mieszanych w pistolecie dowolnym na dystansie 50 metrów. Na Mistrzostwach Europy w Gyor w 2024 roku, wraz z Klaudią Breś i Natalią Król zdobyła brązowy medal drużynowo w pistolecie pneumatycznym na dystansie 10 m.  